# Barbapapa (TV-serie)
Annette Tisons och Talus Taylors figurer i böckerna om Barbapapa har blivit överförda till film två gånger. Dels 1974, serien Barbapapa, och dels 1999, serien Barbapapa jorden runt. 

## Barbapapa
1974 producerade den nederländska animationsstudion PolyScope – mest känd för Doktor Snuggles – en tecknad tv-serie i 45 avsnitt à fem minuter, baserad på böckerna om Barbapapa. 
Den svenska berättarrösten till serien gjordes av skådespelaren Bengt Järnblad. 
1977 kom ännu en säsong producerad av PolyScope med ytterligare 48 avsnitt. 
I Sverige har serien visats på SVT, TV3 och TV4, och har även givits ut på VHS av Wendros.

## Barbapapa jorden runt
1999 producerade den japanska animationsstudion Kodansha serien Barbapapa jorden runt. Denna serie byggde inte direkt på böckerna, utan på nyskrivna, pedagogiska, manus av Tison och Taylor, där Barbapapa och hans familj reser jorden runt och lär sig om djur och natur. Totalt omfattar serien femtio fem-minutersavsnitt.
Barbapapa jorden runt finns utgiven på svenska på sex DVD-utgåvor:
- Pandor och valar – omfattar de avsnitt som utspelar sig i Himalaya och Kina.
- Kängurur och paradisfåglar – omfattar de avsnitt som utspelar sig i Australien, Indonesien och Nya Guinea.
- Bland lejon och giraffer – omfattar de avsnitt som utspelar sig i Afrika
- Tigrar och monsuner – omfattar de avsnitt som utspelar sig vid Röda havet och i Indien.
- Lamor, bufflar och en tornado – omfattar de avsnitt som utspelar sig i Syd- och Nordamerika.
- Bland pingviner och älgar – omfattar de avsnitt som utspelar sig i Arktis och Antarktis.